# Lasionycta frigida
Lasionycta frigida là một loài bướm đêm thuộc họ Noctuidae. Chúng phân bố trong khu vực giới hạn của Dãy núi Rocky Alberta. Chúng cũng có thể hiện diện ở Yukon và Alaska.
Nơi sinh sống là ở rừng hỗn hợp ở tiểu khí hậu lạnh.
Sải cánh dài 26 mm đối với con đực và 27 mm đối với con cái. Con trưởng thành bay vào giữa tháng 7.